# Moree (Ghana)

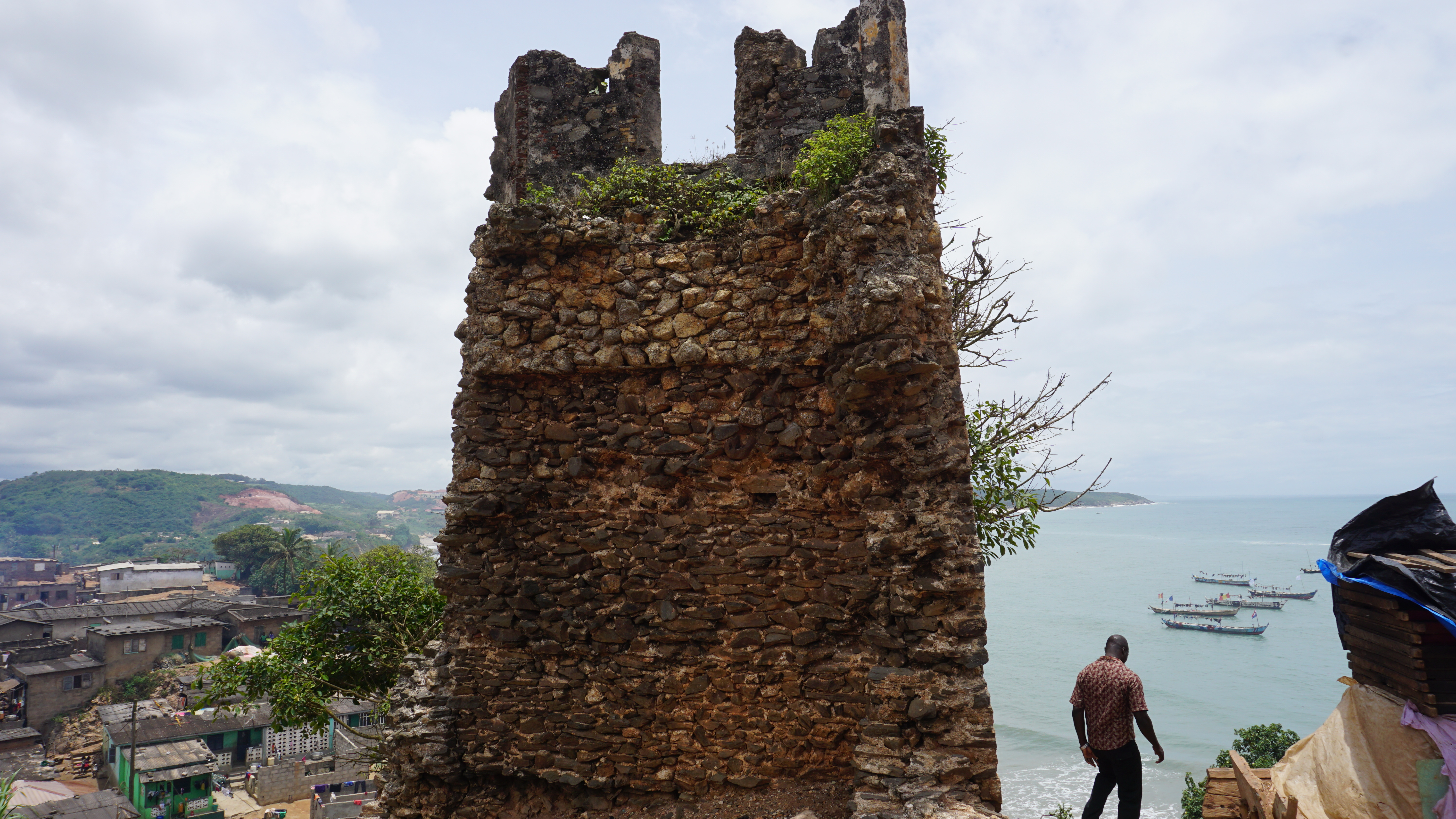
Reste d'un mur du Fort Nassau à Mori.

Moree ou Mori (anciennement connu aussi comme Mouri ou Mouree) est un village et une station balnéaire dans le district Abura-Asebu-Kwamankese, une partie de la région centrale du sud du Ghana. Moree s'est développée autour de Fort Nassau, qui est le premier fort sur la Côte de l'Or pris en charge par le Dutch West India Company à sa création en 1621,.